# Lisianthius glandulosus
Lisianthius glandulosus är en gentianaväxtart som beskrevs av Achille Richard. Lisianthius glandulosus ingår i släktet Lisianthius och familjen gentianaväxter. Inga underarter finns listade i Catalogue of Life.